# Craic
Craic ('KRAK'), eller crack, är huvudsakligen på Irland ett vardagligt begrepp som används för nyheter, skvaller, underhållning och talspråk. Ofta används termen tillsammans med den bestämda artikeln the: the craic. Ordets historik är ovanlig: ursprungligen lånades engelskans crack till iriskan som craic under 1900-talets mitt, varpå den iriska stavningen spred sig tillbaka till engelskan. Ordet är av stort kulturellt värde och betydelse med båda stavningarna på Irland.
Ordet har blivit en del av irländsk kultur. I en återblick av den moderna irländska informationsekonomin konstaterar professor i informationsvetenskap Eileen M. Trauth att ordet är en väsentlig del av den sällskapskultur som särskiljde den irländska arbetsplatsen från andra länders. Hon fann att till och med då Irland övergick från jordbruksbaserad ekonomi kvarstod den traditionella betydelsen av atmosfären och konversationskonsten - "craic", samt att det sociala livet är en väsentlig del av arbetarnas bedömning av sin livskvalitet.

## Historik
Från början kommer ordet från medelengelskans crak i betydelsen "högljudd konversation, skrytsamt prat". I norra England och i Skottland kunde ordet betyda "konversation" eller "nyhet", och därmed användas i uttryck såsom "What's the crack?" (ungefär "hur mår du?" eller "har du några nyheter?") Det är från de nordengelska och lågskotska dialekterna som ordet i kontexten "nyheter" och "skvaller" kommer. En bok om de nordengelska dialekterna från 1825 jämför ordet med "småprat, konversation, nyhet". I den skotska sången "The Wark o The Weavers" från 1800-talets början, publicerad av David Shaw som dog 1856, inleds med raden "We're a' met thegither here tae sit and crack, Wi oor glasses in oor hands…" I folksånger från Cumberland 1865 omnämns bybor "som uppskattar deras 'crack'" (trivs med samtalet, ungefär). I en glosbok från Lancashire från 1869 listas ordet i betydelsen 'chat, småprat'. Så gör även en bok om Edinburghs lokala kultur från samma år. Ordböcker som innehåller Yorkshires (1878), Cheshires (1886) och Northumberlands (1892) dialekter likställer "crack" med bland annat "konversation", "skvaller" och "prat". Till den irländska engelskan kom ordet från lågskotskan via Ulster någon gång under 1900-talets mitt, innan det upptogs i iriskan.
Tidiga citat innehållande ordet i Irish Independent härrör från lantliga Ulster: 1950 kunde man läsa att "There was much good 'crack'... in the edition of Country Magazine which covered Northern Ireland" (det fanns många bra 'nyheter' … i utgåvan av "Country Magazine" som täckte Nordirland"); 1955 kunde man läsa att  "The Duke had been sitting on top of Kelly's gate watching the crack" ("Hertigen hade suttit uppå Kellys grind och sett på nyheterna"). Ordet var vid denna tid på Irland främst använt i dialekter i Ulster. 1964 konstaterade lingvisten John Braidwood att ordet "kanske är ett av de mest dialektala orden i Ulsterdialekterna … Faktum är att ordet är av engelskt och lågskotskt ursprung." Det återkommer ofta i verk från Ulsterförfattare från 1900-talet såsom Jennifer Johnston och Brian Friel.
Såsom med många andra ord genom århundradena lånades "crack" till iriskan med irisk ortografi, därmed "craic". I iriskan har det använts åtminstone sedan 1968. Det blev populärt genom catch phrasen "Beidh ceol, caint agus craic againn" ("vi kommer ha musik, småprat och skvaller") från Seán Bán Breathnachs iriskspråkiga talkshow SBB ina Shuí som sändes på RTÉ från 1976 till 1982. Den iriska stavningen lånades snart tillbaka till engelskan, och förekommer i publikationer från 1970- och 80-talen. Craic har också använts i skotsk gaeliska sedan åtminstone tidigt 1990-tal, även om det inte är känt huruvida det lånades direkt från iriskan eller engelskan.
Till en början var formen "craic" ovanlig utanför iriskan, även i en irisk kontext. Barney Rushs sång "The Crack Was Ninety in the Isle of Man" från 1960-talet använder inte den iriska stavningen, inte heller i Christy Moores version från 1978. The Dubliners version från 2006 använder dock den iriska stavningen. Titeln på Four to the Bars konsertalbum Craic on the Road från 1994 använder den iriska stavningen för att driva med engelskan, och det gör även den irländska komikern Dara Ó Briain i sin show Craic Dealer från 2012.
Idag (2014) ses ordet som en specifik och i huvudsak irisk form av humor. Användandet av den gaeliska stavningen har förstärkt känslan av att det är ett självständigt ord (homofon) snarare än en avskild variant av det ursprungliga ordet (polysemi). Frank McNally på The Irish Times har konstaterat att "de flesta irländare har ingen aning om att det är utländskt".